# Marc Serra Solé
Marc Serra Solé   (Barcelona, 5 d'octubre de 1986)) és un jurista, sociòleg i polític català, regidor de l'Ajuntament de Barcelona des de 2019.

## Barcelona
Nascut el 1986 a Barcelona, és veí del Poble Sec. Serra, que ha format part de la plataforma «Tanquem els CIE», va treballar durant la corporació 2015-2019 de l'Ajuntament de Barcelona com a assessor de Jaume Asens, tercer tinent d'alcalde.
Va ser codirector juntament amb Xapo Ortega i Xavier Artigas del documental Tarajal: desmuntant la impunitat a la frontera sud que denuncia els que van ocorre el 6 de febrer de 2014 a la tragèdia d'El Tarajal, quan almenys 15 persones van morir ofegades a Ceuta, a la frontera entre Espanya i el Marroc.
Inclòs com a candidat al número 9 de la llista de Barcelona en Comú-En Comú Guanyem per a les eleccions municipals de 2019 a Barcelona, va ser elegit regidor. Va ser nomenat responsable de Drets de Ciutadania, Participació i Justícia Global i, en substitució de Laura Pérez Castaño, de la regidoria del districte de Sants-Montjuïc.

## Filmografia
Codirector
- Tarajal: desmuntant la impunitat a la frontera sud (2016)[2][7]